# 小行星9458
小行星9458（英語：9458）是一颗围绕太阳公转的小行星。1998年3月31日，林肯近地小行星研究小组在索科罗发现了此天体。
这颗小行星的绝对星等为319.91845等。